# 안희성 (배우)
안희성(1991년 6월 20일 ~ )은 대한민국의 배우이다.

## 학력
- 웅천고등학교 (졸업)

## 출연 작품

### 드라마
| 연도 | 방송사 | 제목              | 역할   | 비고 |
| ---- | ------ | ----------------- | ------ | ---- |
| 2014 | tvN    | 잉여공주          |        | 단역 |
| 2017 | KBS1   | 미워도 사랑해     |        | 단역 |
| 2021 | KBS2   | 미스 몬테크리스토 | 나욱도 | 조연 |

### 영화
| 연도 | 제목   | 역할             | 감독 | 비고 |
| ---- | ------ | ---------------- | ---- | ---- |
| 2020 | 종이꽃 | 주사보           | 고훈 | 단역 |
| 2022 | 야차   | 영사관 무장경찰1 | 나현 | 단역 |

### 공연
- 2018년 《당신의 의미》
- 2018년 《위저드 베이커리》
- 2018년 《호두까기 인형》
- 2020년 《작은 집 Casula 두 번째 이야기 - 어디에도 닿지 않는 다리》
- 2020년 《꽃신-구절초》
- 2020년 《손님 들아가오》